# Xian de Cili
Le xian de Cili (慈利县 ; pinyin : Cílì Xiàn) est un district administratif de la province du Hunan en Chine. Il est placé sous la juridiction de la ville-préfecture de Zhangjiajie.

## Démographie
La population du district était de 673 582 habitants en 1999.